# Berlín
Berlín é um município de El Salvador, localizado no departamento de Usulután.